# Sidonia G. I. Docan
Sidonia G. I. Docan (n. 1868, Cluj-Napoca, România – d. 1948) a fost un deputat în Marea Adunare Națională de la Alba Iulia, din partea Reuniunii Femeilor „Sfânta Maria” din Cluj.

## Biografie
A fost fiica avocatului clujean Alexa Pop și al Anei (n. Lemeni). 
A absolvit Universitatea de Medicină din Viena.
S-a căsătorit pe 9 ianuarie 1984 cu George I. Docan, mare proprietar și locotenent de cavalerie în rezervă, descendent al unei vechi familii boierești din Moldova. 
Nași au fost Alexandru Bohățel cu soția și Andreiu Truță cu soția. Serviciul cununiei preotul Gavril Pop din Balș. 
Sidonia Docan a fost o figură proeminentă în viața românească de la Cluj. În timpul Primului Război Mondial era președintă a „Crucii Roșii” din Cluj, și a transformat Internatul „Petran” în ambulatoriu (spital pentru soldații răniți, transformat în Căminul Petran al studenților români din Cluj). 
A fost un deputat în Marea Adunare Națională de la Alba Iulia, din partea Reuniunii Femeilor „Sfânta Maria” din Cluj. 
Sidonia Docan a fost desemnată secretară a Senatului Român din Cluj pe 4 noiembrie 1918 și a consemnat riguros discuțiile din ședințele acestuia până în ianuarie 1919. 
Jurnalul ținut de Sidonia Docan în acele zile este un document prețios despre zilele Marii Uniri la Cluj.
Panoul realizat de Sidonia Docan cu inscripția Senatul Național Român din Ardeal a fost ridicată pe clădirea Băncii Economul, sediul Senatului, la 12 noiembrie 1918. Panoul a fost refolosit dintr-un panou cu "Ambulanța Pentran" (ambulanță care își avea sediul pe strada Bisericii Orotodoxe) și care a fost folosită ca spital de recuperare al soldaților români.
Tot atunci, cu aceași ocazie a fost arborat pentru prima dată tricolorul pe o clădire în Cluj. Tricolorul a fost adus de un grup de studenți de la Biserica Bob de unde stătea prăfuit de ani buni. 
La intrarea în Cluj a armatei române, condusă de gen. Constantin Neculcea și gen. Anton Gherescu, dinspre Apahida, armata maghiară este somată să se retragă. 
Pe 19 decembrie 1918, În timpul retragerii pe strada Regele Ferdinand de astăzi, în drum spre gară au loc schimburi de focuri către clădirea Economul din partea unui batalion secuiesc indisciplinat. Schimbul de focuri produce 5 răniți printre români și 1 deces: elevul Octavian Teodor Petrovici (1903-1918), care era în clădirea Senatului. Acesta este înmormântat cu onoruri militare pe 21 decembrie 1918, ca martir al al Marii Uniri în Cimitirul Central. De asemenea panoul realizat de Sinodia Docan cade și el victimă gloanțelor soldaților maghiari în urma acestui eveniment fiind deteriorat.
După 1918, Docan activează un timp ca inspector al Ministerului Ocrotirii Sociale.